# Smilax cuspidata
Smilax cuspidata är en enhjärtbladig växtart som beskrevs av Henri-Louis Duhamel du Monceau. Smilax cuspidata ingår i släktet Smilax och familjen Smilacaceae.
Artens utbredningsområde är Franska Guyana. Inga underarter finns listade.